# آكيو كاناي
آكيو كاناي (باليابانية: 金井昭雄؛ بالكانا: かない あきお) هو شخصية أعمال ياباني، ولد في 9 أكتوبر 1942.